# Cycas hongheensis
Cycas hongheensis es una especie de Cycadopsida del género Cycas, de la familia Cycadaceae, del orden Cycadales.

## Distribución
Cycas hongheensis se distribuye por China (Yunnan).

## Taxonomía
Fue descrita científicamente por S.Y.Yang y S.L.Yang. Fue publicado por primera vez en Encephalartos 40: 11 en 1994.